# Paphnutius (voornaam)
Paphnutius is een van oorsprong Koptische jongensnaam die populair was en blijft (in de gearabiseerde vorm ببنوده Babnūda) onder Egyptische christenen. De naam komt voor uit het Egyptische Pa-pȝ-ntr "de (man) van God" en verspreidde zich in zijn Koptische vorm ⲡⲁⲡⲛⲟⲩⲧⲉ Papnoute. In de oudheid kende de naam verschillende varianten, maar het is de Oudgriekse transcriptie Παφνούτιος Paphnoútios die zich zou doorzetten. Ook in het orthodoxe Rusland verspreidde de naam zich; denk bijvoorbeeld aan de beroemde Russische wiskundige Pafnoeti Tsjebysjev.
Varianten in verschillende talen:
- Arabisch: ببنوده Babnoeda (of Babnūda)
- Frans: Paphnuce
- Grieks: Παφνούτιος Pafnoútios
- Latijn: Paphnutius
- Pools: Pafnucy
- Russisch: Пафнутий Pafnoeti (of Pafnútiy)